# Pat Fry
Patrick "Pat" Fry, född 17 mars 1964, är en brittisk ingenjör som är teknisk direktör/CTO för det brittiska Formel 1-stallet Williams F1 sedan den 28 juli 2023.
Han inledde med att 1981 få en anställning hos den brittiska konglomeratet Thorn EMI och via dem få en utbildning inom elektroteknik vid City of London Polytechnic. Direkt efter studierna började han arbeta på deras avdelning för tillverkning av robotvapen. 1987 lämnade han Thorn EMI efter ha fått anställning hos Benetton Formula för att utveckla aktiva fjädringssystem, i ett senare skede tog han även på sig rollen att leda deras testavdelning. 1992 blev han raceingenjör för Martin Brundle när Brundle körde för Benetton, det varade dock bara ett år innan Fry gick över till McLaren. Hans arbetsuppgifter initialt var att fortsätta med att utveckla aktiva fjädringssystem och leda McLarens testavdelning, stallet hade dock missat att aktiva fjädringssystem var på väg att förbjudas i F1, detta skedde redan säsongen efter Fry kom dit. 1995 var han raceingenjör till Mika Häkkinen, för att åter koncentrera sig på att leda stallets testavdelning året efter. 1997 blev han utsedd till att vara David Coulthards raceingenjör, en position han hade fram till 2001 innan han blev utnämnd till att bli taktisk koordinator med överseende av stallets båda racingbilar. 2002 blev han chefsingenjör för utveckling av racingverksamheten. Den 14 maj 2010 lämnade han McLaren och i juli började han arbeta för Scuderia Ferrari. Hans yrkestitel var först ställföreträdande teknisk direktör till Aldo Costa och i januari 2011 ersatte han Chris Dyer som ansvarig till att leda stallet under race. 2011 blev det också det år som Ferrari genomförde en stor omorganisation och som helt enkelt eliminerade yrkestitlarna teknisk direktör och ställföreträdande teknisk direktör och som ledde till att Fry fick nya arbetsuppgifter, där han skulle leda utvecklingen av chassin. I juli 2013 anslöt James Allison till Ferrari och tog över efter Fry, som blev då chefsingenjör. Han lämnade stallet i december 2014 i och med en ytterligare större omorganisation av Ferrari. I januari 2016 blev Fry ingenjörskonsult till det nybildade F1-stallet Manor F1, stallet lades dock ner redan efter bara en säsong. 2018 blev han utsedd som temporär ingenjörschef hos McLaren, en position han hade fram till juli 2019. I november blev det bekräftad att Fry kommer bli ny teknisk direktör för chassi hos Renault. Det blev officiellt i februari 2020. Den 6 september 2020 meddelade Renault att Renault F1 skulle ersättas med Alpine F1 från och med 2021 års säsong. I februari 2022 befordrades han till att bli CTO medan Matt Harman övertog hans gamla position som teknisk direktör.
Han har varit delaktig till tre vunna förarmästerskap (1998, 1999, 2008) och en konstruktörsmästerskap (1998), samtliga med McLaren.